# Chepo (distrito)

Localização do distrito de Chepo.

Chepo é um distrito da província de Panamá, Panamá. Possui uma área de 5.308,00 km² e uma população de 35.500 habitantes (censo 2000), perfazendo uma densidade demográfica de 6,69 hab./km². Sua capital é a cidade de Chepo.